# Giulio Ricordi
Pour les articles homonymes, voir Ricordi.
Giulio Ricordi (né le 19 décembre 1840 à Milan et mort le 6 juin 1912 dans la même ville) est un compositeur et éditeur italien d'ouvrages musicaux. 

## Biographie
Giulio Ricordi naît à Milan le 19 décembre 1840. Il est le fils de l'éditeur Tito Ricordi.
En 1860, le tout jeune officier des bersagliers Giulio Ricordi compose, sur un texte du poète Giuseppe Regaldi, un Inno nazionale dédié à S. M. Vittorio Emanuele II parfois présenté comme le premier hymne des bersagliers. Enrôlé comme volontaire, il participe à la bataille de Gaeta. Il est décoré de deux médailles et nommé lieutenant d'ordonnance à l'état-major sous les ordres du général Enrico Cialdini qui le prend en affection pour ses talents musicaux comme militaires. Il compose après la Bataille de San Martino son opus 65, La Battaglia di S. Martino : gran galop per pianoforte. La lithographie de Roberto Focosi en frontispice de la partition représente une action des bersaglieri autour du roi Victor Emmanuel à cheval et la musique de Ricordi cite le « passo di corsa » caractéristique de ce corps d'élite,.
Il doit abandonner la vie militaire en 1863 pour seconder son père à la tête de la Casa Ricordi. Il dirige la maison d'édition familiale de 1888 à 1912. Avec lui la Casa Ricordi atteint l'apogée de la fortune et de la gloire. Dans les premières années du XIXe siècle, il ouvre plusieurs succursales élargissant ainsi le rayon d'action de la maison d'édition. 
Il dirige la compagnie d'opérette Città di Milano qui donne notamment la premier représentation italienne de La Veuve joyeuse de Franz Lehár, qui débute le 27 avril 1907, au Teatro Dal Verme à Milan et qui un énorme succès.
Giulio contribue grandement au prestige culturel de la Casa Ricordi au travers des périodiques musicaux La Gazzetta Musicale di Milano, Musica e Musicisti et Ars et Labor, ainsi que par une série d'initiatives éditoriales qui eurent un grand impact sur la culture musicale italienne à cheval entre les XXe et XXe siècles comme La biblioteca del pianista, L'Opera Omnia di Frédéric Chopin (Beniamino Cesi (it)), L'arte musicale in Italia (Luigi Torchi), les Sonate di Domenico Scarlatti (Alessandro Longo).
Mais Giulio Ricordi est surtout passé à la postérité pour avoir été l'éditeur de Giuseppe Verdi, d'Amilcare Ponchielli et d'autres compositeurs de la Giovane Scuola parmi lesquels Giacomo Puccini, auquel il fut particulièrement lié, Alfredo Catalani et Umberto Giordano,. Il fit également publier les œuvres du jeune Lorenzo Perosi.
Il fut également compositeur sous le pseudonyme de Jules Burgmein.
Il est nommé commandeur de l'Ordre de la Couronne d'Italie le 12 février 1882 par le roi Umberto Ier d'Italie. Il meurt à Milan le 6 juin 1912.

## Distinctions
Commendatore dell'Ordine della Corona d'Italia
 Commendatore dell'Ordine Imperiale di Francesco Giuseppe 1869

## Compositions musicales

### Opéras
- La principessa invisibile, fable humoristique, livret d'Antonio Scalvini (it), composée sous le pseudonyme de M. Iremonger (1869)
- La secchia rapita, livret de Renato Simoni d'après le poème héroico-comique d'Alessandro Tassoni (Turin, 1910)
- Tapis d'orient, opérette en 3 actes, livret de Maurice Vaucaire (1912)

### Œuvres pour orchestre
- Le Livre des sérénades
- Nymphes dans le bois (notturno)
- Pulcinella innamorato, sur le petit poème héroico-comique de Roberto Bracco
- Fantaisie hongroise
- Le Livre des histoires : Histoire d'un soldat

### Pièces pour piano
- Le Bal de la poupée (8 petites danses pour piano à 2 ou 4 mains)
  - La Valse de mademoiselle Lili
  - La Polka de la poupée
  - Le Quadrille des bébés incassables
  - La Mazurka de monsieur Loulou
  - Les Lanciers de mademoiselle Ninette
  - Sir Roger de Coverley
  - Galop abracadabrant
  - Bonne nuit poupée ! (petite berceuse)
- Babau ! (galop-surprise)
- Berceuse de Noël (page d'album)
- Bicicletta (galop caractéristique)
- Carnaval vénitien (petite suite pour piano à 4 mains)[9]
- Mon carnet de jeunesse (5 pièces)
- Fantaisie hongroise (morceau de concert)
- Esquisses au crayon (trois pièces faciles)
- Studio melodico n° 4 en forme de tarantelle (op. 57)
- La Regina dei fiori, capriccio fantastico (op. 58)
- Dolori e gioje ! (studio melodico n° 5 - op. 59)
- Canto del cuore (op. 60)
- Valzer popolari milanesi (op. 62)
- La battaglia di S. Martino (op. 65)
- Polka (op. 75)

### Musique de chambre
- Berebe ! (polka)

### Pièces pour voix et piano
- Dos Melodias moriscas
- Il Natale (textes de Ferdinando Fontana - pour chœur et piano)